# Космогенні мінерали

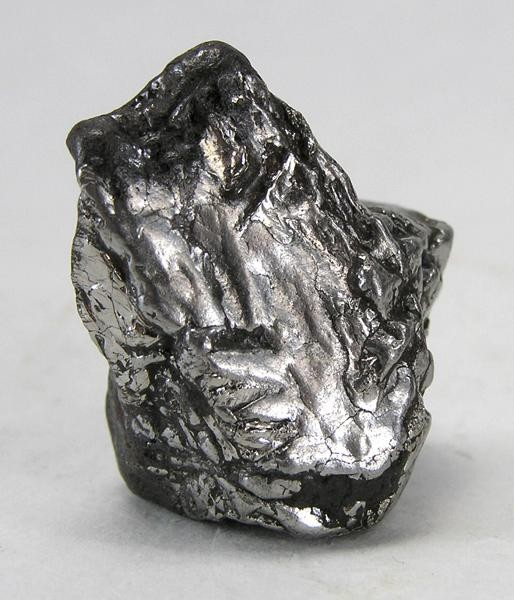
Камасит

Космоге́нні мінера́ли (рос. космогенные минералы, англ. space mineral, нім. kosmogene Mineralien n pl) — мінерали, що утворилися в космічних (неземних) умовах.
До них відносять ті, що поки не відомі або дуже рідко трапляються в земній корі — гексоніт, камасит, карлсберит, когеніт, космохлор, космохроміт (хлоритоїд), хондрит та ін.
Для космогенних мінералів характерна майже повна відсутність гідроксидів. Є також спільні для земних і космічних порід мінерали (олівіни, піроксени, плагіоклази).